# Bellavista (Nulles)
Bellavista – miejscowość w Hiszpanii, w Katalonii, w prowincji Tarragona, w comarce Alt Camp, w gminie Nulles.
Według danych INE z 2005 roku miejscowość zamieszkiwały 23 osoby.